# Saprochaete capitata
Saprochaete capitata (Diddens & Lodder) de Hoog & M.T. Sm. – gatunek grzybów z rzędu drożdżakowców.

## Systematyka i nazewnictwo
Pozycja w klasyfikacji według Index Fungorum: Yarrowia, Dipodascaceae, Saccharomycetales, Saccharomycetidae, Saccharomycetes, Saccharomycotina, Ascomycota, Fungi.
Po raz pierwszy opisali go w 1942 r. Harmanna Antonia Diddens i Jacomina Lodder, nadając mu nazwę Trichosporon capitatum. Później, gdy opracowano metodę sekwencjonowania DNA okazało się, że wiele gatunków rodzaju Trichosporon nie jest ze sobą spokrewnione. Szczególnie błędnie sklasyfikowany był T. capitatum; w wyniku badań cytologicznych, fizjologicznych i genetycznych okazało się, że nie jest on podstawczakiem, jak inne gatunki tego rodzaju, lecz workowcem, czyli należy do innego typu ! W 2004 r. Gert Sybren de Hoog i Maudy Th. Smith przenieśli go do rodzaju Saprochaete.
Synonimy:
- Ascotrichosporon capitatum (Diddens & Lodder) Kock.-Krat., E. Sláviková, Zemek & Kuniak 1977
- Blastoschizomyces capitatus (Diddens & Lodder) Salkin, M.A. Gordon, Sams. & Rieder 1985
- Geotrichum capitatum (Diddens & Lodder) Arx 1977
- Trichosporon capitatum Diddens & Lodder 1942

## Występowanie
Występuje powszechnie w przyrodzie i można go wyizolować z gleby, wody, roślin i powietrza. Można go również znaleźć w przewodzie pokarmowym ludzi i innych ssaków. Występuje również w Polsce (podany pod błędną nazwą Trichosporon capitatum). Czasami jest mylony z gatunkami Candida, ponieważ obydwa te rodzaje mają podobną epidemiologię, predyspozycje żywiciela i są podobne morfologiczne.
Rzadko powoduje inwazyjne zakażenia u ludzi, zwykle u osób z obniżoną odpornością. Często zgłaszano jego obecność u pacjentów cierpiących na nowotwory hematologiczne podczas leczenia terapią echinokandyną. Jest oporny na większość środków przeciwgrzybiczych w zastosowaniu klinicznym.